# ThermoPro
ThermoPro es un tipo de termómetro digital inalámbrico para carne e higrómetro con sede en Shenzhen, China, y Toronto, Canadá. Ha aparecido en el Today Show de Joy Bauer, en la CNN y en NBC News.

## Historia
La empresa fue fundada en 2014 e inicialmente comenzó a vender a través del mercado de Amazon a nivel global en Canadá, Europa, Oriente Medio y Australia. En 2018 aparecieron en Academy Sports y pasan a estar disponibles en cadenas minoristas como Walmart, Lowes, Sam's Club, etc.

## Lectura adicional
US | ThermoPro - My Store